# 陈德毅
陈德毅（1943年10月24日—），江阴青阳镇赵宕村人，中国人民解放军少将。
早年参加中国人民解放军。1985年，任天津警备区任副政治委员、政委。1994年4月，调山西省军区任政治委员。